# V-Person
Eine V-Person oder Vertrauensperson (auch V-Mann/Vertrauensmann, V-Frau/Vertrauensfrau oder V-Leute/Vertrauensleute abgekürzt VP, in Österreich auch Konfident, beim Bundesnachrichtendienst nachrichtendienstliche Verbindung) ist eine private Person, deren planmäßige, dauerhafte Zusammenarbeit als menschliche Quelle mit der Polizei, einem Nachrichtendienst oder dem Zoll Dritten nicht bekannt ist. Sie erhebt in dieser Funktion Informationen, die für den jeweiligen Auftraggeber von Interesse sind, inklusive personenbezogener Daten. Durch Ausnutzung von Vertrauen kann eine V-Person die Möglichkeit erlangen, Informationen in privaten Gesprächen und Situationen zu erhalten und von diesen ggf. Wort- und Bildaufzeichnungen zu fertigen.
Dabei agiert die V-Person oft in politisch extremistischen oder kriminellen Organisationen sowie in kriminalitätsverdächtigen Milieus, etwa der Drogenszene oder im Rotlichtbereich.
Die deutschen Richtlinien für das Strafverfahren und das Bußgeldverfahren definieren eine V-Person als „eine Person, die, ohne einer Strafverfolgungsbehörde anzugehören, bereit ist, diese bei der Aufklärung von Straftaten auf längere Zeit vertraulich zu unterstützen und deren Identität grundsätzlich geheim gehalten wird.“ In Deutschland sind der für das Bundesamt für Verfassungsschutz (BfV), den Militärischen Abschirmdienst (MAD) und den Bundesnachrichtendienst (BND) gültigen Legaldefinition des § 9b BVerfSchG nach Vertrauensleute Privatpersonen, deren planmäßige, dauerhafte Zusammenarbeit mit einem Nachrichtendienst Dritten nicht bekannt ist.
Die V-Person ist abzugrenzen vom Informanten, der lediglich im Einzelfall tätig wird, vom verdeckten Ermittler, der Polizeibeamter ist und vom verdeckten Mitarbeiter, der Angehöriger eines staatlichen Nachrichtendienstes ist. (§ 9a BVerfSchG)
Eine V-Person kann zum Agent provocateur (Lockspitzel) werden; die Grenzen zur Mittäterschaft sind teilweise fließend.
In jüngerer Zeit geriet die Praxis des Einsatzes von V-Personen in der rechtsextremistischen Szene durch deutsche Verfassungsschutz-Behörden vermehrt in die Kritik, insbesondere wegen des deshalb gescheiterten NPD-Verbotsverfahrens und der ungeklärten Vorgänge um die Terrorgruppe Nationalsozialistischer Untergrund.
In der DDR nannte das Ministerium für Staatssicherheit (MfS) eine V-Person „inoffizieller Mitarbeiter“ (IM). Dieser war eine nicht hauptamtlich für das MfS tätige Person, deren Auftrag es nicht nur sein konnte, verdeckt Informationen zu beschaffen, sondern auch auf Ereignisse oder Personen Einfluss zu nehmen.

## Wortherkunft
Im allgemeinen Sprachgebrauch gilt der Ausdruck V-Person als partielles Kurzwort für Vertrauensperson oder Verbindungsperson. Die Lesart „Vertrauensperson“ ist im nachrichtendienstlichen und kriminalistischen Fachjargon ebenso üblich wie in der Fachliteratur der Historiker, wobei nicht etwa eine Person gemeint ist, der man vertrauen und trauen kann, sondern eine Person, zu der eine vertrauliche, nämlich geheime Verbindung geknüpft wird.
Bernadette Droste stellt in ihrem Handbuch des Verfassungsschutzrechts (2007) die These auf, das V stehe nicht für Verbindung oder Vertrauen, sondern für Vigilant. Die von Droste angegebenen Quellen treffen dazu keinerlei Aussage; sie verweisen aber auf den provokanten Ausspruch des Rechtsanwalts Adolf Arndt von 1961, dass „das V für Verrat, nicht für Vertrauen stehen sollte“ (ohne seine Meinung zu teilen). Gelegentlich wird auch an anderer Stelle zusätzlich auf die mögliche Herleitung aus Vigilant hingewiesen. Tatsächlich wurde das Wort „Vigilant“ bis ins 20. Jahrhundert hinein im Sinne von „Informant der Polizei, Spitzel“ verwendet. Als Vorgänger des Ausdrucks V-Mann/V-Person ist es aber gleichwertig mit Wörtern wie Spitzel, Informant, Konfident oder Denunziant zu sehen, eine engere sprachliche Beziehung ist unbelegt.

## Grundlage
Der Einsatz von V-Personen erfolgt – für Zwecke der Strafverfolgung – in der Bundesrepublik Deutschland auf der Grundlage der Gemeinsamen Richtlinien der Justizminister/-senatoren und der Innenminister/-senatoren der Länder über die Inanspruchnahme von Informanten sowie über den Einsatz von Vertrauenspersonen (V-Personen) und verdeckten Ermittlern im Rahmen der Strafverfolgung, nur unzureichend geregelt; die in den einzelnen Bundesländern teils in unterschiedlichen Varianten in Kraft gesetzt wurden.
Seit dem 20. Jahrhundert kritisiert die Rechtswissenschaft die fehlende gesetzliche Regelung, die Ampel-Regierung unter Scholz vereinbarte im Koalitionsvertrag eine Regelung; seit 2023 befindet sich ein Gesetzentwurf im Gesetzgebungsverfahren, der die Regelung der V-Personen in der deutschen Strafprozessordnung vorsieht.
Die Befugnisnorm für den Einsatz von V-Leuten durch das BfV findet sich in § 9b BVerfSchG. Der Paragraph gilt entsprechend für den MAD gemäß § 5 MAD-Gesetz und für den BND gemäß § 5 Satz 2 BND-Gesetz.
Für die deutschen Sicherheitsbehörden zählen V-Leute zu den effektivsten nachrichtendienstlichen Mitteln. Sie gelten als unverzichtbares Instrument für alle Nachrichtendienste der Welt und bedeutsamste Informationsquelle für die Verfassungsschutzbehörden.
Die V-Person handelt als Verwaltungshelfer. Daher sind ihre Handlungen dem Staat zurechenbar. Die Rechtsbeziehung zwischen dem Nachrichtendienst und der V-Person beruht auf einem privatrechtlichen Vertrag. Folglich fallen Streitigkeiten nicht in den Bereich der Verwaltungsgerichtsbarkeit, sondern in den Bereich der ordentlichen Gerichtsbarkeit.
V-Leute der Nachrichtendienste des Bundes dürfen in oder für ihre Personenzusammenschlüsse, deren Bestrebungen sie aufklären sollen, strafbare Handlungen begehen, sofern diese nicht in Individualrechte eingreifen, von den an den Bestrebungen Beteiligten derart erwartet wird, dass sie zur Gewinnung und Sicherung der Informationszugänge unumgänglich ist und diese nicht außer Verhältnis zur Bedeutung des aufzuklärenden Sachverhalts stehen (§ 9a Abs. 2 Satz 1 i. V. m. § 9b Abs. 1 Satz 1 BVerfSchG). Insofern liegt ein Rechtfertigungsgrund vor. Im Übrigen kann die Staatsanwaltschaft von der Verfolgung von im Einsatz begangenen Vergehen nach Maßgabe des (§ 9a Abs. 3 i. V. m. § 9b Abs. 1 Satz 1 BVerfSchG) absehen.
In Bestrebungen dürfen V-Leute keinen steuernden Einfluss nehmen. (§ 9a Abs. 2 Satz 1 i. V. m. § 9b Abs. 1 Satz 1 BVerfSchG) V-Leute dürfen sich auch an strafbaren Vereinigungen beteiligen. (ebd.)
V-Leute des Verfassungsschutzes können nach dem Verpflichtungsgesetz förmlich verpflichtet werden.

## Arbeitsweise
Im Gegensatz zu einem verdeckten Ermittler gehört die V-Person keiner Behörde an, sondern ist eine Privatperson, die meist dem Milieu angehört, in dem sie eingesetzt wird. Die Motive für die Tätigkeit als V-Person können vielfältig sein: Sie reichen vom finanziellen Interesse an den von Behörden gezahlten Belohnungen über ideelle und persönliche Motive wie Rache oder Konkurrenzneid bis hin zum Interesse an Vergünstigungen wie Unterlassen der Strafverfolgung. Dadurch, dass die V-Person in die Strukturen der jeweiligen Gruppe integriert ist, sollen Informationen der Gruppe aus erster Hand von ihr an den Auftraggeber weitergeleitet werden.
V-Personen werden von einem speziell zugeordneten Mitarbeiter (VP-Führer) der für sie zuständigen Behörde geführt, handeln also im Auftrag nach deren Vorgaben. Dies vor allem unterscheidet sie von einem Denunzianten, der aus eigener Veranlassung eine Behörde informiert.
Eine weitere Sonderform bildet der Counterman (CM) oder Doppelagent, der für die eigene Seite sowie als Angehöriger eines fremden Nachrichtendienstes arbeitet.

## Bezahlung
V-Leute können Entgelte, Prämien, Honorare, Auslagenerstattungen (Kostenersatz), Anerkennungen und Zuwendungen erhalten. Die Höhe der Zahlungen von Prämien an V-Leute wird für das Bundesamt für Verfassungsschutz durch die „Bestimmungen über die Bewirtschaftung des Titels 532 04“ (für Zwecke des Verfassungsschutzes) geregelt, die insgesamt als VS-VERTRAULICH eingestuft sind. Die auszahlenden staatlichen Stellen führen 10 Prozent der Prämiensumme an die Finanzkassen der Länder als pauschale Versteuerung ab. Zahlungen können sowohl bar als auch per Überweisung erfolgen, wobei ersteres die Regel ist. Der Bargeldempfang ist durch die V-Person grundsätzlich zu quittieren. Vor Steuer- und anderen Behörden dürfen V-Leute ihre erhaltenen Zahlungen nicht offenlegen, weil sie bei Anwerbung verpflichtet werden, über ihre Zusammenarbeit mit Nachrichtendiensten Verschwiegenheit zu wahren.
Nach Informationen der Onlineausgabe des Nachrichtenmagazins stern existiert beim Bundeskriminalamt eine nichtöffentliche, jedoch offizielle Tarifordnung, die die Bezahlung der Informanten je nach Gewicht oder Anzahl der sichergestellten Objekte regelt. Die Tarifordnung trägt den Namen „Allgemeine Grundsätze zur Bezahlung von V-Personen und Informanten“.

## Bekannte Fälle
In den Fokus der Medien gerieten V-Leute des deutschen Verfassungsschutzes im Rahmen des NPD-Verbotsverfahrens durch zahlreiche Enttarnungen von V-Leuten in Führungspositionen der NPD. Im Zuge der Ermittlungen zum NSU-Prozess und verschiedener parlamentarischer Untersuchungsausschüsse wurde die Tätigkeit mehrerer V-Personen im Umfeld der rechtsextremistischen Terrorgruppe Nationalsozialistischer Untergrund und ihrer Mordserie an Migranten aufgedeckt.
Bekannt als V-Mann wurde Klaus Steinmetz, dem es gelang, Kontakt zur Kommandoebene der RAF zu bekommen. Weitere bekannte V-Personen waren Ulrich Schmücker und Peter Urbach. Schmücker wurde infolge seiner Tätigkeit ermordet, die Ermittlungen und der nachfolgende Prozess gelten als Justizskandal. Urbach spielte eine bis heute nicht vollständig aufgeklärte Rolle bei der Entstehung der terroristischen RAF, außerdem besorgte er eine Bombe für einen Anschlag auf das jüdische Gemeindehaus durch die Tupamaros West-Berlin 1968. Er erhielt nach seiner Enttarnung eine neue Identität im Ausland.
Adolf Hitler wurde im Jahre 1919 als V-Mann für die neu eingerichtete Nachrichten- und Aufklärungsabteilung des Gruppenkommandos des „Übergangsheeres“ unter Hauptmann Karl Mayr geschult, um unter den demobilisierten Soldaten als der Vertrauensmann zu agitieren und als V-Person politische Parteien zu überwachen. Im Rahmen eines solchen Einsatzes hatte er am 12. September 1919 den Auftrag, eine Versammlung der Deutschen Arbeiterpartei zu besuchen, der späteren NSDAP.
V-Leute der Landesbehörden für Verfassungsschutz:
- Tino Brandt, von 1994 bis 2001 für das heutige Amt für Verfassungsschutz Thüringen tätig, treibende Kraft im neonazistischen Kameradschaftsnetzwerk Thüringer Heimatschutz, seit 1999 in der NPD, seit April 2000 stellvertretender Landesvorsitzender der NPD.
- Thomas Dienel, Thüringer Neonazi-Szene.
- Wolfgang Frenz (NPD), von 1961 bis 1995 für das Verfassungsschutz Nordrhein-Westfalen tätig als omni modo facturus.
- Klaus Steinmetz, Mitglied der RAF, siehe GSG-9-Einsatz in Bad Kleinen.
- Ulrich Schmücker, Bewegung 2. Juni, der Prozess um seinen Tod gilt als Justizskandal, da das Verfahren – wie offiziell festgestellt – vielfach manipuliert und vom Verfassungsschutz und mindestens zwei Staatsanwälten massiv behindert wurde.
- Peter Urbach, genannt „S-Bahn-Peter“, er versorgte am 11. April 1968 Demonstranten gegen den Springer-Konzern „mit einem guten Dutzend zündfertiger Molotowcocktails“[21] und lieferte Bomben und Waffen an Personen aus der Berliner APO, die später zu den Gründungsmitgliedern der Rote Armee Fraktion gehörten. Außerdem lieferte er die Bombe für den Anschlag auf das Jüdische Gemeindehaus in Berlin 1969.
- Michael Wobbe, Rechtsextremist aus Quakenbrück, Sicherheitschef bei der Nationalistischen Front, nach seinem Ausstieg wurde über ihn ein Buch geschrieben (Der V-Mann, Rotbuch Verlag).

## Politische Debatte in Deutschland
Der Einsatz von V-Personen als ständige Nachrichtengeber erfordert im Unterschied zu verdeckten Ermittlern/Mitarbeitern und gelegentlichen Informanten eine kontinuierliche Unterstützung mit Geld und andere Maßnahmen, die die Teilnahme an der Arbeit der überwachten Organisationen aufrechterhalten wie Straferlass, Kronzeugenregelung und Zurückhaltung von Informationen gegenüber anderen ermittelnden Behörden. Diese Unterstützung von V-Personen widerspricht dem Gerechtigkeitsgrundsatz der Justiz, ohne Ansehen der Person zu ermitteln und fördert die Arbeit der V-Personen für die überwachten Organisationen. Während im April 2013 Bündnis 90/Die Grünen die komplette Abschaffung von V-Personen forderten, halten SPD, CDU/CSU und FDP am Einsatz von V-Personen fest.

## Dokumentation
- STRG_F:  V-Mann packt aus: 10 Jahre Freunde bespitzelt vom 19. April 2022